# Groothoekobjectief

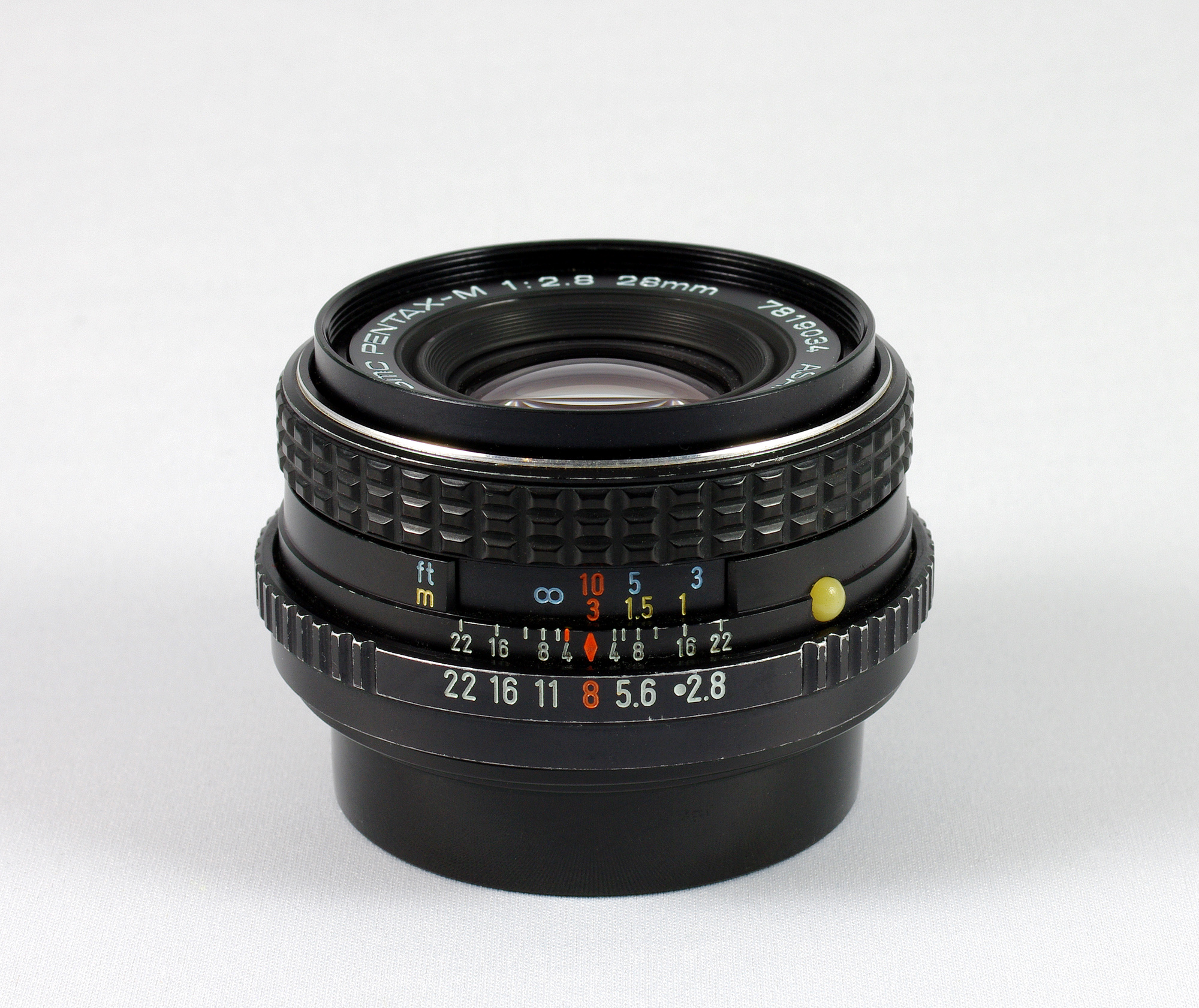
Groothoekobjectief van Asahi Pentax

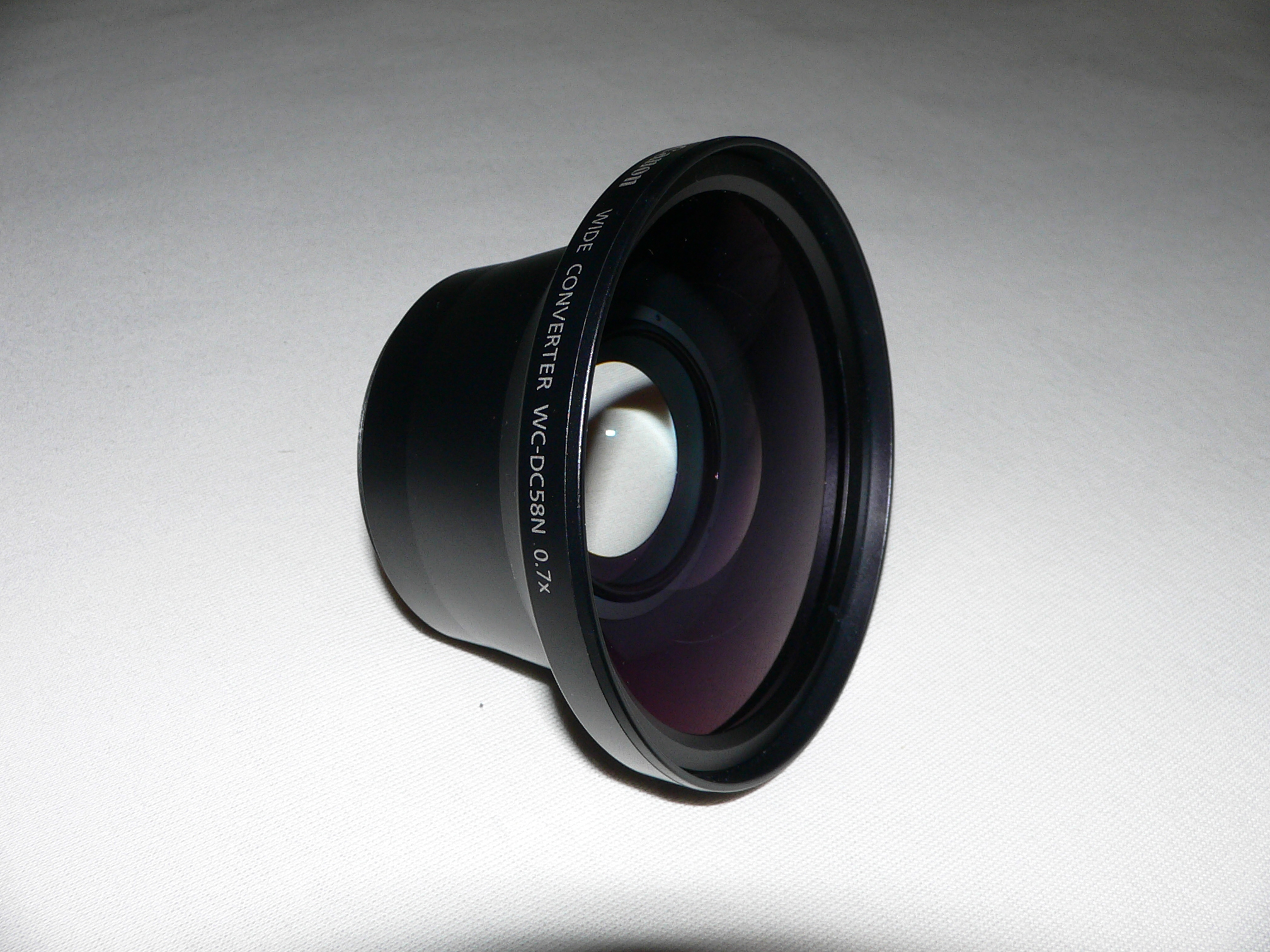
Groothoekconverter

Een groothoekobjectief, kortweg groothoek (ook wel met een anglicisme wijdhoek of breedhoek genoemd), is een objectief met een grote beeldhoek, zoals de naam aangeeft, of anders gezegd is het een objectief met een korte brandpuntsafstand in verhouding tot de afmeting van het opnamemateriaal (film of beeldsensor). Voor het kleinbeeldformaat (met een beelddiagonaal van 43 mm) spreekt men van groothoek bij brandpuntsafstanden korter dan 35 mm.
Een groothoekobjectief wordt onder andere gebruikt om heel veel op de foto te krijgen.  Ook wordt het perspectief schijnbaar uitgerekt, nabije voorwerpen lijken groot terwijl de achtergrond kleiner wordt en verder weg lijkt, wat toegepast kan worden bijvoorbeeld om een landschap weidser te laten lijken. 
Het wordt ook veel gebruikt voor onder andere panoramafoto's. Het tegenovergestelde van een groothoekobjectief is een teleobjectief.
Groothoekobjectieven worden onderverdeeld in lineaire en fisheye-objectieven. De eerste groep heeft een ontwerp waarbij rechte lijnen zo veel mogelijk recht weergegeven worden (ten koste van de verhoudingen) en zijn beeldvullend, de tweede groep projecteert vaak een rond beeld, waarbij alleen lijnen die door het midden lopen recht blijven. Objecten aan de rand worden extreem gekromd.
Om in geval van eenogige spiegelreflexcamera’s bij korte brandpuntsafstanden toch nog voldoende ruimte te hebben voor het opklappen van de spiegel, wordt gewoonlijk de zogenaamde retrofocusconstructie gebruikt.